# ويليم فريدريك هيرمانز
ويليم فريدريك هيرمانز (بالهولندية: Willem Frederik Hermans)‏ هو كاتب سيناريو ومصور ومترجم وكاتب هولندي، ولد في 1 سبتمبر 1921 في أمستردام في هولندا، وتوفي في 27 أبريل 1995 في أوترخت في هولندا.

## وصلات خارجية
- ويليم فريدريك هيرمانز على موقع IMDb (الإنجليزية)
- ويليم فريدريك هيرمانز على موقع الموسوعة البريطانية (الإنجليزية)
- ويليم فريدريك هيرمانز على موقع مونزينجر (الألمانية)
- ويليم فريدريك هيرمانز على موقع ديسكوغز (الإنجليزية)
- ويليم فريدريك هيرمانز على موقع قاعدة بيانات الفيلم (الإنجليزية)